# O tú o ninguna
"O Tú o Ninguna" é uma canção escrita por Juan Carlos Calderón e interpretada por Luis Miguel. Foi lançado como o segundo single do álbum Amarte es un Placer. Foi mais um na lista do cantor de singles que alcançaram a primeira posição na Hot Latin Tracks. Fez parte do repertório da turnê Amarte es un Placer, sendo lançada no álbum Vivo. Posteriormente foi incluída na coletânea Grandes Éxitos de 2005.

## Prêmios e indicações
Na primeira edição dos Latin Grammy Awards, a canção foi indicada na categoria "Música do Ano", porém perdeu para "Dímelo" de Mark Anthony.

## Formato e duração
- Airplay, CD single, gravação promocional, download digital

1. "O Tú o Ninguna" – 3:17

## Charts
| Chart (1999)           | Posição |
| ---------------------- | ------- |
| Hot Latin Songs        | 1       |
| Latin Pop Songs        | 1       |
| Latin Tropical Airplay | 3       |